# Coenonympha maculata
Coenonympha maculata är en fjärilsart som beskrevs av Pionneau 1930. Coenonympha maculata ingår i släktet Coenonympha och familjen praktfjärilar. Inga underarter finns listade i Catalogue of Life.